# Argentine, 1985
Pour plus de détails, voir Fiche technique et Distribution.
Argentine, 1985 (Argentina, 1985) est un film de procès argentin réalisé par Santiago Mitre, sorti en 2022.
Le film a pour sujet le procès de la junte argentine de 1985 contre les chefs de la dictature militaire et dont les procureurs principaux sont Julio César Strassera et Luis Moreno Ocampo.
Sélectionné en compétition officielle à la Mostra de Venise 2022, il remporte le Prix FIPRESCI.
En janvier 2023, il remporte le Golden Globe du meilleur film en langue étrangère à la 80e cérémonie des Golden Globes.
Choisi pour représenter l'Argentine, le film est nommé à la 95e cérémonie des Oscars pour l'Oscar du meilleur film international.

## Synopsis
Le film s'inspire de l'histoire vraie du procureur Julio Strassera et de son adjoint, Luis Moreno Ocampo.

L'histoire se déroule en 1984 et 1985, lorsque les poursuites pour violations massives des droits de l'homme des principaux chefs militaires de la dernière dictature civile-militaire argentine (1976-1983) sont entravées par les forces armées, alors que la Cour fédérale ordonne de poursuivre elle-même les officiers militaires incriminés. La décision judiciaire est de renvoyer l'affaire au procureur Strassera, lui donnant à peine quatre mois pour préparer l'acte d'accusation et mener l'affaire jusqu'au procès. Dans le même temps, Moreno Ocampo est nommé procureur adjoint. Face au refus général du personnel judiciaire d'assister les procureurs (par peur ou par sympathie pour les militaires), Strassera et Moreno Ocampo décident de constituer une équipe juridique de jeunes étudiants pour mener l'enquête et présenter l'accusation lors du procès, qui a finalement lieu en 1985.

## Fiche technique
Sauf indication contraire, les informations mentionnées dans cette section peuvent être confirmées par la base de données cinématographiques IMDb,  présente dans la section « Liens externes ».
- Titre français : Argentine, 1985
- Réalisation : Santiago Mitre
- Scénario : Mariano Llinás et Santiago Mitre
- Costumes : Mónica Toschi
- Photographie : Javier Julia
- Montage : Andrés P. Estrada
- Musique : Pedro Osuna
- Pays de production :  Argentine
- Format : Couleurs
- Genre : drame
- Durée : 140 minutes
- Dates de sortie :
  - Italie : 3 septembre 2022 (Mostra de Venise 2022)
  - Argentine : 29 septembre 2022
  - France : 21 octobre 2022 (Prime Video)

## Distribution
- Ricardo Darín (VF : Loïc Houdré) : Julio César Strassera
- Peter Lanzani (VF : Franck Lorrain) : Luis Moreno Ocampo
- Norman Briski (VF : Michel Prud'homme) : Ruso
- Gina Mastronicola (VF : Lou Viguier) : Verónica
- Santiago Armas Estevarena (VF : Vanessa Van-Geneugden) : Javier
- Alejandra Flechner (VF : Anne Plumet) : Silvia
- Paula Ransenberg : Susana
- Gabriel Fernández : Bruzzo
- Laura Paredes (VF : Ethel Houbiers) : Adriana Calvo de Laborde
- Jorge Varas : Armando Lambruschini

## Distinctions

### Récompenses
- Festival international du film de Saint-Sébastien 2022 : prix du public du meilleur film[3]
- Mostra de Venise 2022 : Prix FIPRESCI (section : compétition officielle)
- Golden Globes 2023 : meilleur film en langue étrangère
- Goyas 2023 : Meilleur film étranger en langue espagnole
- Prix Platino 2023 : meilleur film de fiction, meilleur scénario, meilleur acteur, meilleure direction artistique et prix Cinéma et Éducation aux Valeurs[4]

### Nominations
- Oscars 2023 : Meilleur film international

### Sélection
- Mostra de Venise 2022 : sélection officielle